# La Classique Morbihan 2016
La 2e édition de La Classique Morbihan a eu lieu le 27 mai 2016. La course fait partie du calendrier international féminin UCI 2016 en catégorie 1.1. Elle est remportée par la Luxembourgeoise Christine Majerus.

## Récit de course
Le peloton reste globalement groupé. La victoire se joue au sprint et Christine Majerus s'impose nettement devant Élise Delzenne, elle-même légèrement détachée devant Amélie Rivat.

## Classements

### Classement final
| \| Classement général \| Classement général \| Classement général \| Classement général \| Classement général \| \| Coureuse \| Coureuse \| Pays \| Équipe \| Temps \| \| ------------------ \| ------------------ \| ------------------ \| ------------------------------- \| ------------------ \| \| 1re \| Christine Majerus \| Luxembourg \| Luxembourg \| 2 h 49 min 46 s \| \| 2e \| Élise Delzenne \| France \| France \| + 0 s \| \| 3e \| Amélie Rivat \| France \| Poitou-Charentes.Futuroscope.86 \| + 0 s \| \| 4e \| Eugenia Bujak \| Pologne \| BTC City Ljubljana \| + 3 s \| \| 5e \| Rachel Neylan \| Australie \| Australie \| + 3 s \| \| 6e \| Martina Ritter \| Autriche \| BTC City Ljubljana \| + 3 s \| \| 7e \| Rasa Leleivytė \| Lituanie \| Lituanie \| + 3 s \| \| 8e \| Anna Sanchis \| Espagne \| Espagne \| + 3 s \| \| 9e \| Polona Batagelj \| Slovénie \| BTC City Ljubljana \| + 3 s \| \| 10e \| Nicole Brändli \| Suisse \| Servetto Footon \| + 3 s \| |                   |            |                                 |                 |
| |                   |            |                                 |                 |
| Source : Cycling Quotient |                   |            |                                 |                 |
| Classement général |                   |            |                                 |                 |
| Coureuse | Coureuse          | Pays       | Équipe                          | Temps           |
| 1re | Christine Majerus | Luxembourg | Luxembourg                      | 2 h 49 min 46 s |
| 2e | Élise Delzenne    | France     | France                          | + 0 s           |
| 3e | Amélie Rivat      | France     | Poitou-Charentes.Futuroscope.86 | + 0 s           |
| 4e | Eugenia Bujak     | Pologne    | BTC City Ljubljana              | + 3 s           |
| 5e | Rachel Neylan     | Australie  | Australie                       | + 3 s           |
| 6e | Martina Ritter    | Autriche   | BTC City Ljubljana              | + 3 s           |
| 7e | Rasa Leleivytė    | Lituanie   | Lituanie                        | + 3 s           |
| 8e | Anna Sanchis      | Espagne    | Espagne                         | + 3 s           |
| 9e | Polona Batagelj   | Slovénie   | BTC City Ljubljana              | + 3 s           |
| 10e | Nicole Brändli    | Suisse     | Servetto Footon                 | + 3 s           |